# Lucio Silla (Bach)
Lucio Silla è un dramma per musica in tre atti del compositore tedesco Johann Christian Bach su libretto di Giovanni De Gamerra. Per la messa in musica bachiana, al testo vennero apportate delle revisioni da parte dell'allora librettista di corte di Mannheim Mattia Verazi.
Fu rappresentata per la prima volta il 5 novembre 1775 al Rococo-Schloßtheater (Hoftheater) di Mannheim, città dove esattamente tre anni prima mise in scena con successo il suo Temistocle. Fu proprio grazie ai consensi conseguiti con quest'ultimo lavoro a far sì che Bach ottenesse una seconda commissione per la città tedesca. Lucio Silla però seppe strappare meno applausi del precedente dramma, sebbene due anni dopo venne valutato positivamente da Mozart in visita a Mannheim, il quale fu egli stesso autore di una precedente messa in musica del libretto di De Gamerra.

## Ripresa in tempi moderni e registrazioni
Il dramma in tempi moderni fu rappresentato per la prima volta (e registrato) il 23 maggio 1974 al Schwetzingen Festival di Schwetzingen; l'esecuzione fu affidata ai Capella Coloniensis Coro della Radio della Germania Occidentale sotto la direzione di Günter Kehr. Una seconda registrazione venne effettuata presso la Wiener Singakademie di Vienna nel 1985: in questa occasione l'esecuzione fu della Kammerorchester der Jungen Deutschen Philharmonie diretta da Wolfgang Scheidt.